# Сандра Бем
Сандра Рут Ліпсиц Бем (англ. Sandra Ruth Lipsitz Bem, 22 червня 1944 — 20 травня 2014) — американська дослідниця, відома психологічним дослідженням гендерних проблем і андрогінії. Авторка теорії гендерних схем і статево-рольового опитувальника Бем. Піонерка вивчення поляризації гендеру, гендерних ролей. Справила значний вплив на розуміння гендеру та сексуальності.

## Життєпис
Сандра Рут Ліпсиц народилася в Піттсбурзі, штат Пенсильванія, 22 червня 1944 року у єврейській робітничій сім'ї Лілліан, секретарки, та Пітера Ліпсица, поштового службовця.
У початковій (ортодоксальній єврейській) школі Сандра наполягала на тому, щоб носити штани, і відмова носити спідницю ледве не призвела до її виключення. Цей ранній досвід, на думку її біографів, визначив наукові інтереси Бем до питань гендерних ролей, сексуальності й андрогінності.
Першою метою кар'єри Бем було стати секретаркою, як матір, аби мати власні телефон і стіл — символи автономії та статусу, яких її батько ніколи не мав. Перші вісім років життя Бем виховувалась у єврейському районі робітничого класу, що фінансувався урядом. Під час дитинства Бем, матір мала напружені стосунки на багато суперечок зі своїм батьком, який дуже дегармонізував стан у родині. Її мати була панівною у відносинах її батьків, і Бем згадує дуже бурхливе дитинство, коли пані Ліпсиц була надзвичайно емоційною, і під час суперечок могла кинути чимось. Бем також заявила, що була досить безуспішною у спробах фліртувати та знайомитися з чоловіками, і тому вирішила, що жодна людина не захоче одружитися з нею, що допомогло їй сконцентруватися на кар'єрних амбіціях.
Вступила до Технологічного інституту Карнегі. У 1965 році познайомилася з професором Дерілом Бемом, попросила курувати її незалежні дослідження. 
Між колегами зав'язалися романтичні стосунки, і спочатку Сандра відкинула шлюбну пропозицію, маючи занепокоєння щодо власної кар'єри. Пізніше погодилася на егалітарний шлюб з поділом у прийнятті рішень, домашніх справ, взаємною підтримкою в кар'єрі, рівним вкладом в батьківські обов'язки (що на той час було революційним), і одружилася з ним 6 червня 1965 року. У шлюбі народила двох дітей: Емілі й Джеремі. Згодом пара розійшлася, як і раніше беручи участь в житті дітей і залишаючись друзями й колегами.
Через чотири роки після діагнозу Альцгеймера Сандра Бем вирішила покінчити життя самогубством, поки хвороба не стала занадто виснажливою. В її останні дні поруч з нею знаходився 75-річний Деріл Бем. Сандра Бем померла уві сні 20 травня 2014 року у віці 69 років у своєму будинку в Ітаці, штат Нью-Йорк.

## Вклад у психологію
Бем відома внеском у вивчення психологічної андрогінії й проблем гендеру. Разом Дерілом Бемом вони привернули загальну увагу своєю концепцією егалітарного шлюбу. Стали часто виступати на заходах, присвячених негативному впливу гендерних стереотипів на людей і суспільство в цілому. Однак, в той час не існувало достатньо емпіричних доказів, щоб підтвердити їхні припущення через малу дослідженість сфери. Бем була дуже зацікавлена в зборі достатньої кількості даних, щоб довести негативні й обмежувальні ефекти традиційних гендерних ролей.
На початку кар'єри Бем брала активну участь у жіночому русі за рівні права і в цей час написала роботу щодо проблем жіночого працевлаштування. Її робота мала великий вплив в ході руху, агітуючи проти гендерної нерівності у сфері трудової діяльності й спрямовуючись на багато американських компаній, таких як AT&T і Pittsburgh Press.
На ранньому етапі кар'єри Бем створила статево рольовий опитувальник Бем, шкалу для вимірювання ступеня, в якому індивід проявляє риси або поведінкові особливості, що традиційно асоціюються з чоловічими та/або жіночими полюсами статево рольової ідентифікації, з 60 тверджень (якостей), на кожне з яких відповідають «так» або «ні» (в україномовній літературі), оцінюючи наявність або відсутність у себе названих якостей. 20 якостей в списку зображають властивості маскулінності, 20 — фемінності, решта 20 не несуть гендерного навантаження.

## Теорія гендерних схем і концепція психологічної андрогінії

Гендерний континуум є альтернативою уявленням про взаємовиключність, антонімічність і дискретність чоловічого і жіночого

Також Бем розробила теорію гендерних схем і концепцію психологічної андрогінії. Теорія гендерних схем розглядає особливості статевої приналежності індивідуумів як основу їх способу організації інформації про навколишній світ. Особи, які поводять себе типово для своєї статі, використовують гендерні схеми при сприйнятті й організації різного типу інформації. Також люди, які відчули вплив статевої типізації, використовують гендерні схеми більшою мірою, ніж ті, які не піддаються цьому культурному процесу.
Концепція психологічної андрогінії була запропонована Бем на початку 1970-х років і поставила під сумнів усталені переконання і припущення про те, що гендерні ролі протилежні, біполярні та несумісні (ідея поляризації гендеру). Бем припустила, що вимір фемінності й маскулінності може поділятися на дві сфери: людина з високими маскулінними й низькими фемінними показниками буде визначена як «маскулінна». Людина з високими фемінними й низькими маскулінними показниками буде визначена як «фемінна». Люди з високими показниками по обох категоріях будуть визначатися як «андрогінні», а з однаково низькими показниками — як «недиференційовані». 
Дані, які зібрала Бем, вказували на необхідність злиття маскулінних і фемінних рис для повноцінного функціонування та адаптації людини в суспільстві. З того часу численними дослідженнями доведено, що мужність і жіночність не протиставляються одна одній, а людина з характеристиками, що повністю відповідають її статі, виявляється мало пристосованою до життя.

## Нагороди
Сандра Бем отримала багато нагород за свої дослідження. Її першою була нагорода Американської психологічної асоціації, за внесок у психологічну науку в 1976 році. У 1995 році вона була обрана як «Видатна жінка в психології» підрозділами загальної психології та історії психології Американської психологічної асоціації.

## Праці
- Bem, Sandra L. (1974). "The measurement of psychological androgyny". Journal of Consulting and Clinical Psychology. 42, 155–62.
- Bem, Sandra L. and C. Watson. (1976). "Scoring packet: Bem Sex Role Inventory". Неопублікована.
- Bem, S. L. (1976). "Sex typing and androgyny: Further explorations of the expressive domain". Journal of Personality and Social Psychology, 34, 1016.
- Bem, S. L. (1976). "Sex typing and the avoidance of cross-sex behavior". Journal of Personality and Social Psychology, 33, 48.
- Bem, S. L. (1977). "On the utility of alternative procedures for assessing psychological androgyny". Journal of Consulting and Clinical Psychology, 54, 196–205
- Bem, S. L. (1977). The 1977 annual handbook for group facilitators.
- Bem, S. L. (1979). "Theory and measurement of androgyny: A Reply to the Pedhazur–Tetenbaum and Locksley–Colten Critiques." Journal of Personality and Social Psychology, 37, 1047.
- Bem, S. L., & Andersen, S. M. (1981). "Sex typing and androgyny in dyadic interaction: Individual differences in responsiveness to physical attractiveness." Journal of Personality and Social Psychology, 41, 74.
- Bem, S. L. (1981). "Gender schema theory: A cognitive account of sex typing source". Psychological Review, 88, 354.
- Bem, S. L. (1981). "The BSRI and gender schema theory: A reply to Spence and Helmreich". Psychological Review, 88, 369–71.
- Bem, S. L. (1982). "Gender schema theory and self-schema theory compared: A comment on Markus, Crane, Bernstein, and Siladi's "Self-schemas and gender"". Journal of Personality and Social Psychology, 43,1192
- Bem, S. L. (1989). "Genital knowledge and gender constancy in preschool children". Child Development, 60, 3.
- Bem, S. L. (1993). The lenses of gender: Transforming the debate on sexual inequality. New Haven, CT: Yale University Press.
- Bem, S. L. (1995). "Dismantling gender polarization and compulsory heterosexuality: Should we turn the volume down or up?" Journal of Sex Research, 32, 329–334.
- Bem, S. L. (1998), An Unconventional Family. New Haven, CT: Yale University Press.
- Bem, S. L., Schellenberg, E. G., & Keil, J. M. (1995). ""Innocent victims" of AIDS: Identifying the subtext". Journal of Applied Social Psychology, 25, 1790–1800.
- Chesler, P., Rothblum, E. D., & Cole, E. (1995). Feminist foremothers in women's studies, psychology, and mental health. New York: Haworth Press.
- Frable, D. E. S. and Bem, S. L. (1985). "If you are gender schematic, all members of the opposite sex look alike". Journal of Personality and Social Psychology, 49, 459.